# 1714 в Україні

## Особи

### Народились
- 14 липня Якуб Валеріан Туманович (1714—1798) — священнослужитель, архієпископ львівський вірменської католицької церкви (1783—1798).
- Александрович Тимофій Васильович (1714—1746) — український просвітитель, викладач, поет, префект Києво-Могилянської академії.
- Головатий Павло Андрійович (1714—1795) — останній військовий суддя запорозьких козаків.

### Померли
- 28 грудня Олександр Виговський (1649—1714) —  єпископ РКЦ, бенедиктинський абат (1690—1705), єпископ Луцький (1703—1714).
- Журман Дмитро Андрійович (? — 1714) — стародубський полковий старшина (1669—1708 рр.), шляхтич гербу Шеліга, учасник Північної війни.
- Іван Ломиковський (1646—1714) — Генеральний Осавул (1696—1707) та Генеральний Обозний (1707—1709) в уряді Івана Мазепи. Один із лідерів Гетьманату Пилипа Орлика в екзилі (Молдова).
- Афанасій Миславський (? — 1714) — архімандрит Києво-Печерської Лаври, книгодрукар. Префект Києво-Могилянського колегіуму. Намісник Свенського Новопечерського та Трубчевського Чолнського монастирів.

## Засновані, зведені
- Церква Перенесення мощей святого Миколая (Слов'ятин)
- Акрешори
- Гучин
- Карпівці (Чуднівський район)
- Кошмак
- Лебедівка (Яготинський район)
- Маковище
- Мала Данилівка
- Нирків
- Сулимівка (Яготинський район)
- Трудове (Ріпкинський район)
- Черняхівка (Яготинський район, село)